# Gran Premio de España de Motociclismo de 1997
El Gran Premio de España de motociclismo de 1997 fue la tercera prueba del Campeonato del Mundo de Motociclismo de 1997. Tuvo lugar en el fin de semana del 2 al 4 de mayo de 1997 en el Circuito Permanente de Jerez, situado en la ciudad  andaluza de Jerez de la Frontera, España. La carrera de 500cc fue ganada por Àlex Crivillé, seguido de Mick Doohan y Tadayuki Okada. Ralf Waldmann ganó la prueba de 250cc, por delante de Tetsuya Harada y Max Biaggi. La carrera de 125cc fue ganada por Valentino Rossi, Noboru Ueda fue segundo y Jorge Martínez tercero.

## Resultados 500cc
| Pos. | N.º | Piloto                   | Constructor | Vueltas | Tiempo/Retirado | Grilla | Puntos |
| ---- | --- | ------------------------ | ----------- | ------- | --------------- | ------ | ------ |
| 1    | 2   | Àlex Crivillé            | Honda       | 27      | 47:30.624       | 3      | 25     |
| 2    | 1   | Mick Doohan              | Honda       | 27      | +5.636          | 2      | 20     |
| 3    | 7   | Tadayuki Okada           | Honda       | 27      | +5.670          | 1      | 16     |
| 4    | 24  | Takuma Aoki              | Honda       | 27      | +22.703         | 8      | 13     |
| 5    | 18  | Nobuatsu Aoki            | Honda       | 27      | +28.414         | 4      | 11     |
| 6    | 19  | Doriano Romboni          | Aprilia     | 27      | +31.762         | 10     | 10     |
| 7    | 5   | Norifumi Abe             | Yamaha      | 27      | +32.488         | 16     | 9      |
| 8    | 4   | Alex Barros              | Honda       | 27      | +33.306         | 12     | 8      |
| 9    | 20  | Sete Gibernau            | Yamaha      | 27      | +33.557         | 15     | 7      |
| 10   | 55  | Régis Laconi             | Honda       | 27      | +41.982         | 9      | 6      |
| 11   | 3   | Luca Cadalora            | Yamaha      | 27      | +45.002         | 7      | 5      |
| 12   | 6   | Daryl Beattie            | Suzuki      | 27      | +49.769         | 17     | 4      |
| 13   | 12  | Jean-Michel Bayle        | Modenas KR3 | 27      | +52.457         | 14     | 3      |
| 14   | 21  | Jurgen van den Goorbergh | Honda       | 27      | +53.460         | 11     | 2      |
| 15   | 22  | Kirk McCarthy            | ROC Yamaha  | 27      | +1:36.468       | 19     | 1      |
| 16   | 16  | Jürgen Fuchs             | ELF 500     | 27      | +1:31.257       | 20     |        |
| 17   | 17  | Lucio Pedercini          | ROC Yamaha  | 27      | +1:38.996       | 21     |        |
| 18   | 10  | Kenny Roberts Jr         | Modenas KR3 | 27      | +1:41.246       | 22     |        |
| 19   | 25  | Laurent Naveau           | ROC Yamaha  | 26      | +1 Vuelta       | 24     |        |
| Ret  | 9   | Alberto Puig             | Honda       | 8       |                 | 5      |        |
| Ret  | 15  | Frédéric Protat          | ROC Yamaha  | 6       |                 | 25     |        |
| Ret  | 8   | Carlos Checa             | Honda       | 5       |                 | 6      |        |
| Ret  | 11  | Troy Corser              | Yamaha      | 2       |                 | 18     |        |
| Ret  | 27  | Peter Goddard            | Suzuki      | 2       |                 | 23     |        |
| DNS  | 14  | Juan Borja               | ELF 500     |         |                 | 13     |        |

- Pole Position: Tadayuki Okada, 1:43.403
- Vuelta Rápida: Àlex Crivillé, 1:44.564

## Resultados 250cc
| Pos. | N.º | Piloto               | Constructor | Vueltas | Tiempo/Retirado | Grilla | Puntos |
| ---- | --- | -------------------- | ----------- | ------- | --------------- | ------ | ------ |
| 1    | 2   | Ralf Waldmann        | Honda       | 26      | 46:03.640       | 1      | 25     |
| 2    | 31  | Tetsuya Harada       | Aprilia     | 26      | +12.724         | 2      | 20     |
| 3    | 1   | Max Biaggi           | Honda       | 26      | +19.428         | 4      | 16     |
| 4    | 12  | Takeshi Tsujimura    | TSR-Honda   | 26      | +30.257         | 8      | 13     |
| 5    | 7   | Haruchika Aoki       | Honda       | 26      | +30.744         | 10     | 11     |
| 6    | 15  | Stefano Perugini     | Aprilia     | 26      | +36.480         | 7      | 10     |
| 7    | 19  | Olivier Jacque       | Honda       | 26      | +41.960         | 6      | 9      |
| 8    | 20  | Noriyasu Numata      | Suzuki      | 26      | +46.400         | 9      | 8      |
| 9    | 11  | Jeremy McWilliams    | Honda       | 26      | +57.659         | 12     | 7      |
| 10   | 17  | José Luis Cardoso    | Yamaha      | 26      | +57.827         | 16     | 6      |
| 11   | 6   | Luis d'Antín         | Yamaha      | 26      | +58.288         | 11     | 5      |
| 12   | 18  | Osamu Miyazaki       | Yamaha      | 26      | +1:00.324       | 21     | 4      |
| 13   | 25  | Oliver Petrucciani   | Aprilia     | 26      | +1:03.231       | 15     | 3      |
| 14   | 21  | Franco Battaini      | Yamaha      | 26      | +1:03.584       | 19     | 2      |
| 15   | 10  | Luca Boscoscuro      | Honda       | 26      | +1:07.830       | 18     | 1      |
| 16   | 14  | Jamie Robinson       | Suzuki      | 26      | +1:15.710       | 17     |        |
| 17   | 28  | Eustaquio Gavira     | Aprilia     | 26      | +1:26.998       | 26     |        |
| 18   | 49  | Oscar Sainz          | Aprilia     | 26      | +1:27.370       | 22     |        |
| 19   | 16  | William Costes       | Honda       | 26      | +1:31.354       | 23     |        |
| Ret  | 5   | Tohru Ukawa          | Honda       | 24      |                 | 5      |        |
| Ret  | 50  | Ismael Bonilla       | Honda       | 22      |                 | 28     |        |
| Ret  | 51  | Jesus Perez          | Honda       | 12      |                 | 29     |        |
| Ret  | 29  | Idalio Gavira        | Aprilia     | 11      |                 | 25     |        |
| Ret  | 99  | Giuseppe Fiorillo    | Aprilia     | 10      |                 | 27     |        |
| Ret  | 52  | Salvador Martín      | Aprilia     | 8       |                 | 30     |        |
| Ret  | 27  | Sebastián Porto      | Aprilia     | 5       |                 | 13     |        |
| Ret  | 8   | Cristiano Migliorati | Honda       | 1       |                 | 14     |        |
| Ret  | 22  | Kurtis Roberts       | Aprilia     | 0       |                 | 20     |        |
| Ret  | 65  | Loris Capirossi      | Aprilia     | 0       |                 | 3      |        |
| DNS  | 47  | Javier Marsella      | Honda       |         |                 | 24     |        |

- Pole Position: Ralf Waldmann, 1:44.770
- Vuelta Rápida: Ralf Waldmann, 1:45.483

## Resultados 125cc
| Pos. | N.º | Piloto              | Constructor | Vueltas | Tiempo/Retirado | Grilla | Puntos |
| ---- | --- | ------------------- | ----------- | ------- | --------------- | ------ | ------ |
| 1    | 46  | Valentino Rossi     | Aprilia     | 23      | 42:30.676       | 6      | 25     |
| 2    | 7   | Noboru Ueda         | Honda       | 23      | +0.358          | 4      | 20     |
| 3    | 5   | Jorge Martínez      | Aprilia     | 23      | +0.500          | 1      | 16     |
| 4    | 2   | Masaki Tokudome     | Aprilia     | 23      | +1.343          | 3      | 13     |
| 5    | 3   | Tomomi Manako       | Honda       | 23      | +1.508          | 11     | 11     |
| 6    | 88  | Peter Öttl          | Aprilia     | 23      | +8.074          | 8      | 10     |
| 7    | 8   | Kazuto Sakata       | Aprilia     | 23      | +10.631         | 10     | 9      |
| 8    | 15  | Roberto Locatelli   | Honda       | 23      | +14.560         | 18     | 8      |
| 9    | 20  | Masao Azuma         | Honda       | 23      | +18.569         | 15     | 7      |
| 10   | 62  | Yoshiaki Katoh      | Yamaha      | 23      | +20.091         | 9      | 6      |
| 11   | 26  | Ivan Goi            | Aprilia     | 23      | +21.586         | 17     | 5      |
| 12   | 32  | Mirko Giansanti     | Honda       | 23      | +24.467         | 16     | 4      |
| 13   | 19  | Frédéric Petit      | Honda       | 23      | +24.844         | 12     | 3      |
| 14   | 39  | Jaroslav Huleš      | Honda       | 23      | +24.910         | 14     | 2      |
| 15   | 10  | Lucio Cecchinello   | Honda       | 23      | +27.114         | 7      | 1      |
| 16   | 48  | Fonsi Nieto         | Aprilia     | 23      | +46.271         | 24     |        |
| 17   | 33  | Manfred Geissler    | Honda       | 23      | +46.846         | 22     |        |
| 18   | 22  | Steve Jenkner       | Aprilia     | 23      | +46.897         | 23     |        |
| 19   | 17  | Enrique Maturana    | Yamaha      | 23      | +46.922         | 21     |        |
| 20   | 12  | Dirk Raudies        | Honda       | 23      | +47.591         | 19     |        |
| 21   | 21  | Gianluigi Scalvini  | Honda       | 23      | +55.166         | 13     |        |
| 22   | 41  | Youichi Ui          | Yamaha      | 23      | +1:04.376       | 5      |        |
| 23   | 24  | Gino Borsoi         | Yamaha      | 23      | +1:25.868       | 25     |        |
| 24   | 29  | Ángel Nieto Jr      | Aprilia     | 23      | +1:30.711       | 26     |        |
| 25   | 51  | Vicente Esparragoso | Yamaha      | 23      | +1:43.319       | 28     |        |
| 26   | 25  | Josep Sarda         | Honda       | 23      | +1:43.449       | 20     |        |
| Ret  | 52  | Álvaro Molina       | Honda       | 12      |                 | 27     |        |
| Ret  | 49  | José Ramirez        | Yamaha      | 6       |                 | 29     |        |
| Ret  | 72  | Garry McCoy         | Aprilia     | 4       |                 | 2      |        |
| Ret  | 50  | Jerónimo Vidal      | Aprilia     | 2       |                 | 31     |        |
| DNS  | 47  | David García        | Honda       |         |                 | 30     |        |

- Pole Position: Jorge Martínez, 1:49.582
- Vuelta Rápida: Valentino Rossi, 1:49.604